# Манюня (книга)
«Манюня» — повесть русскоязычной писательницы Наринэ Абгарян. Действие книги происходит в Армении. Эти книги предназначены для взрослых детей.

## Сюжет
Действие происходит в небольшом городке Берд в Армении. В центре сюжета — две семьи — Щац и Абгарян, которые познакомились в День Победы 1979 года. Во время выступления детского хора музыкальной школы на сцене сломалось два ряда лавок, и участники хора свалились в одну кучу. Девочка Наринэ оказалась прижата пухлой Марией. Так и познакомились главные героини.
Уже в восемь лет девочки стали лучшими подругами, несмотря на то, что учились в разных школах и ходили на разные уроки в музыкальной школе. Переломным моментом в их отношениях было знакомство с Ба, бабушкой Манюни, которая очень любила внучку и наводила страх на каждого, кто пытался с ней подружиться.
История рассказывает о приключениях девочек, которые часто оказывались в неловких ситуациях из-за своей любознательности и богатой фантазии.
Бабушка Манюни стала авторитетом для двух семей после знакомства взрослых. С ней все всегда старались соглашаться и не нервировать её.
Подруги боялись Ба, однако постоянно попадали в неприятности и неловкие ситуации из-за своей любознательности и богатой фантазии. За это им часто попадало.

### Манюня пишет фантастичЫскЫй роман
Это продолжение истории о семьях Абгарян и Шац. Действия происходят в небольшом горном городе Берд на границе Армении и Азербайджана. Наринэ и Манюня — лучшие подруги, которые попадают в различные забавные и нелепые ситуации, за что потом получают наказание от бабушки Манюни. В центре сюжета — подготовка к дню рождения отца Манюни, дяди Миши. Ба решает подарить своему сыну полезный подарок и ищет костюм, прибегая к помощи всех родственников семьи.

### Манюня, юбилей Ба и прочие треволнения
Действие происходит в армянском городе Берд. В центре сюжета находятся представители двух семей — Абгарян и Шац.
Главные герои повести — Манюня и Наринэ. В этот раз девочки решают заняться научной деятельностью. Манюня изобретает собственную теорию о смерти Дарвина. Наринэ придумывает свой метод борьбы со страхом высоты. Героини не останавливаются на теории, но и проводят практические опыты.
Также приключения Манюни и Наринэ затрагивают домашнее хозяйство Ба. Девочки решили открыть охоту на петуха с помощью самодельного веера!
Но главным событием произведения становится юбилей Ба. К его подготовке привлечены все члены семей Абгарян и Шац. Однако за несколько дней до праздника в городе начались перебои с газом, что повлияло на приготовление праздничного стола.

### Манюня едет на концерт
Веселые приключения подружек Манюни и Наринэ продолжаются!
В этой книге девочки едут с хором давать концерт в соседнем селе, доводят строгую Ба до белого каления, поиграв шерстью для набивки одеял в снежки, пытаются спасти Маню от бабушкиного гнева неожиданными методами и едут вместе с папой Нары в Ереван к знаменитому врачу.
Теплая атмосфера детства, головокружительная череда невероятных событий и прекрасные цветные иллюстрации — все это делает книгу отличным подарком и детям, и их родителям.

## Главные герои
- Манюня - главный персонаж
- Наринэ - лучшая подруга Манюни, будущий автор книги
- Каринэ - младшая сестра Наринэ, девчонка-сорванец, активная участница приключений Манюни и Наринэ
- Роза Иосифовна Шац, она же Ба - бабушка Манюни, очень любит внучку, но за шалости всегда готова задать перцу
- Михаил Шац - отец Манюни, сын Ба, которая упрекает его за неразборчивость в женщинах
- Юрий Абгарян - отец Наринэ и Каринэ, стоматолог
- Надежда Абгарян - мать Наринэ и Каринэ
- Гаянэ - сестра Наринэ и Каринэ, иногда участвует в приключениях, в сериале отсутствует
- Сона - сестра Наринэ и Каринэ, любимица семей Абгарян и Шац

## Признание
- Лауреат премии «Рукопись года» (2011)[1]
- Лонг-лист «Большая книга» 2011 года[2]